# Жорновка (Краснинский район)
Жорновка — деревня в Краснинском районе Смоленской области России. Входит в состав Мерлинского сельского поселения. Население — 1 житель (2007 год). 
Расположена в западной части области в 13 км к северо-востоку от Красного, в 0,1 км южнее автодороги Р135 (Смоленск - Красный - Гусино), на берегу реки Дубрава. В 14 км северо-западнее деревни расположена железнодорожная станция Велино на линии Москва — Минск. 

## История
В годы Великой Отечественной войны деревня была оккупирована гитлеровскими войсками в июле 1941 года, освобождена в сентябре 1943 года.